# Agylla sanctaejohannis
Agylla sanctaejohannis är en fjärilsart som beskrevs av William Schaus 1905. Agylla sanctaejohannis ingår i släktet Agylla och familjen björnspinnare. Inga underarter finns listade i Catalogue of Life.